# Джурово
Джурово е село в Западна България. То се намира в община Правец, Софийска област.

## География
Село Джурово се намира в северозападна България, община Правец, област София. Селото е разположено в планински район, в югозападните ридове на Предбалкана. Територията е невероятно красиво съчетание от специфичния релеф на средно високите хълмове и ливади, изпъстрени от долините и лъките на богатата речна мрежа на река Малък Искър. Релефът е разнообразен – съчетание на котловинен, ридово-долинен и планински. Надморската височина е от 400 до 600 – 700 метра. Средногодишна температура на въздуха е 12 °C. Средногодишната сума на валежите е около 700 – 800 мм., като максималните са през пролетните месеци – май и юни. Височината на снежната покривка е под 40 см, като дните със снежна покривка са около 80.
Население – 1025 души (2005)
Обща площ на землището – 17525 dka; Земеделски територии – 12920 dka; Горски територии – 2834 dka; Територии за транспорт и инфраструктура – 252 dka.

### Пътища
- Втори клас: № 37(Ябланица-Джурово-Етрополе-Пирдоп-Панагюрище-Пазарджик-Пещера-Батак-Доспат-Барутин)
- Трети клас: № 308 (Ябланица-Джурово-Осиковица-Правешка лакавица-Калугерово-Своде-Роман-Златна Панега)
- път SFO3545 Джурово-Малки Искър-мах. Беляновец- мах. Камилче (асфалтова настилка)
- път SFO3559 Джурово-Осиковица-мах. Владовци (асфалтова настилка)

## История
През 1965 г. към Джурово са присъединени Беляновец, Герановица и Мишковци.
През 1999 г. след промяна в Административно териториално устройство на Република България с Указ 1 на Президента на Републиката от 5 януари 1999 г. Джурово е обявено за кметство.

## Религии
Местното население изповядва основно източноправославно християнство.
Джурово попада в Ловчанска епархия. В близост за населението са достъпни Етрополски манастир „Св. Троица“; Правешки манастир „Св. Теодор Тирон“ и Чекотински манастир „Св. Архангел Михаил“.
Храм „Св. Атанасий“ гр. Правец и хр. „Св. троица“ гр. Ябланица имат своето характерно излъчване и допринасят за духовния облик.

## Махала Камилче
На 2,5 км югозападно от село Джурово се намира единствената в България махала със странното име „Камилче“ – атрактивна и известна от времето и според предания местност, където в България са се отглеждали камили, биволи и е развивано бубарство. От древността има следи от култово средище за поклонения с оброк на върха за проповядване на езичество. Село Джурово е преселено на сегашното си място от тази махала. Тя е слабо населена, сред старите 20 – 30 къщи са накацали и няколко по-нови. В древността заселилите се на родове жители били основно скотовъди. Районът е подходящ за пчеларство и билкарство. В землището в екозоната се отглеждат плодови насаждения от вишни и слива. Реката предлага улов на риба. В землището има баластно находище. Реката е с целогодишен поток. При маловодие изворната вода се задържа в недълбоки вирове. В горещо и сухо лято любителите на почивка с палатка, кемпер или каравана имат условия за къмпинг туризъм при местността „Тополите“. След пролетното пълноводие в притоците на реката се натрупват наноси от златоносен пясък.
Последователите на духовните ценности могат да се изкачат до оброка Св. Дух на връх Камилчето. В старото светилище капище от древността и до днес се е направлявала вътрешната жизнена енергия на човека, повлияна от космоса. Районът на махалата е подходящ за селски туризъм, има екопътека от с. Джурово през мах. Камилче, която завършва до лятната къпалня „Владов вир“.

## Образование

### Училище „Хр. Ботевь“ с. Джуровь (по оригинален надпис)
Първото смесено училище в с. Джурово и сега съществува, намира се в махала Камилче и може да се разгледа и посети, сградата е интересна, но за нея не отговаря никой. Повече от 150 години училище „Хр. Ботевь“ с. Джуровь е незагасващо духовно, просветно и културно огнище. Основано в 1860 г. с доброволни средства и труд на родителите. Сградата е с дебели каменни основи, един етаж, висока 6 – 8 м. с 4 помещения – 2 класни стаи, преддверие и учителска стая. След електрификацията имало телефон и осветление. Училищният двор е с малко игрище. Директори на ОУ „Христо Ботев“ са били: Марин Нинов, Иван Генов, Донка Ветева, Никола Банчев, Васил Начев, Боян Стефанов, Георги Петков, Добрин Додев. Учениците са били деца до I отделение (днешен от първи до четвърти клас) и II отделение (до седми клас), а системата на образование е „смесено училищно образование“. Изучавани са били френски език, ръкоделие, а избирателен предмет – православие.

### ОУ „Христо Ботев“ с. Джурово
Второ по големина училище в община Правец.
ОУ „Христо Ботев“ – с. Джурово е на 150 години. През 2010 г. в училището учат 134 деца и работят 12 учители. Училището разполага с 8 класни стаи, стая за хранене, учителска стая, библиотека, компютърен кабинет с достъп до интернет. Сградата е ремонтирана с дограма и окачен таван. На двора има две спортни площадки, а в училището има закрит физкултурен салон.
Началото на образователното дело в Джурово е поставено през 1860 година в м. Беляновец. Там е построена сграда с две класни стаи, а първият учител е Георги Тутмаников. През 1876 г. в м. Джурово е закупена сграда, която е пригодена за училище. В м. Камилче сградата на изоставеното училище е построена с доброволен труд от родители. Назначаването на учители ставало след избор от родителите. След Освобождението в селото има две училища. През 1936 година е построена сграда и прогимназията се обединява с основното училище.
Децата се обучават разпределени в 6 паралелки. Има полуинтернатна група. За възпитанието и обучението на учениците се грижат квалифицирани учители, възпитател и обслужващ персонал. Директор на ОУ „Христо Ботев“ е Иванка Иванова, възпитаник на същото училище и продължител на образователните традиции. Учебният процес се организира и провежда в съответствие с държавните образователни изисквания. Работи се усърдно за развитие на личностния потенциал на децата, на техните интереси, способности и заложби. Учениците се обучават в атмосфера на сигурност и спокойствие, на жизнерадост, творчество и красота.
В ОУ „Христо Ботев“ има сформирана фолклорна детска група, представила се успешно на V фестивал на художествената самодейност в град Правец. Учениците са и отлични спортисти в секциите по футбол, баскетбол, хандбал и лека атлетика.

### Детска градина „Звънче“
Целодневна детска градина „Звънче“ използва самостоятелна сграда, построена специално за отглеждането и възпитанието на 100 деца от предучилищна възраст. Детската градина разполага с физкултурен салон, обширен двор, детски площадки за игра, снабдени с люлки, пързалки и катерушки.
От 1 октомври 1969 г. детската градина започва да пише своята история с първите 25 малки възпитаници.
С решение №29/27.05.1998 г. Общинският съвет на община Правец приема предложението на Педагогическия съвет ЦДГ с. Джурово да се нарича „Звънче“.
Целодневна детска градина „Звъниче“ – с. Джурово, община Правец е построена през 1977 г. и пристроена през 1981 г. Обектът представлява масивна П-образна сграда. Застроената площ е 730 m². Условно обекта може да разглежда като корпусна сграда с различна етажност и височина. Първият корпус е на три етажа и включва: административна част с централен вход, занимални, спални помещения, санитарна част. Вторият корпус е на два етажа и има 2 занимални и физкултурен салон. Третия корпус е двуетажен.
Покривът на детската градина е двускатен с въздушна междина. Таванната и покривната плочи са стоманобетонни. Фасадата е с вароциментова мазилка. Сградата е санирана и обновена. Отоплителната инсталация е котелен тип. Дограмата е тип „PVC“. Термоизолацията е от термопанели тип „сандвич“. Ремонтът е извършен през 2011 г.

## Редовни събития
- 14 януари – Карнавал Банго Васил – празненства на ромската общност
- 1 – 4 юни – Кампания „Зелена седмица“, посветена на Световния ден на околната среда. Провежда се в Джурово, с. Видраре и в района на местността „ШАТОРА“ – м. Камилче
- 15 – 20 август – Техно фестивал, на открити сцени в местността „ШАТОРА“ м. Камилче и в местността „Небесните пасбища“ в с. Осиковица.
- септември – Детски фестивал – празник за децата на с. Джурово,
- септември – КАМИЛЧЕ ФОЛК ФЕСТ – Фестивал на българския авторски разказ. Традиционно в конкурса участват малко изпълнители от района
- 10 септември – Ден на село Джурово – събор с веселие и богата трапеза
- 9 ноември-2 декември – фестивал на планинарския филм

## Личности

### Родени в Джурово
- Мариана Георгиева (р. 1961), български филолог, министър на младежта и спорта

## Екология и туризъм
Мекият планински климат в съчетание с разнообразния релеф, чистата и запазена природна среда превръщат с. Джурово в привлекателно място и са предпоставки за развитие на екотуризъм. В местността Камилче сред чистотата на балканската природа срещаме разнообразие от животински видове. Предпоставки за развитие на туризъм и здравословен отдих: вилна зона на с. Джурово, добре развит и поддържан селски център с читалище и библиотека, шивашка кооперация, къщи за гости. Автогарата е в непосредствена близост – до главен път №4 и автомагистрала „Хемус“. Близостта до столицата е примамлива, удобно е за придвижване с кола и автобус. Добре изградена е и инфраструктура: кметство в модерна административна сграда, читалище „Възраждане“, спортна база, голф, тенис кортове, футболен стадион, мотописта; Местни забележителности в близост на 14 км са: гр. Правец – с родната къща на бившия държавен ръководител Тодор Живков и експозиционна зала с подаръци, които е получавал като държавен глава, Туняковски хан – с. Видраре. Стари класни училища – с. Видраре и махала Камилче – с. Джурово. Атрактивни възможности за риболов и туризъм предоставят: язовир Правец с голф игрище и конна база, хотели тип фамилни къщи са в близост до водната база; яз. Осиковица /с. Осиковица/ богат на шаран. Природните дадености, история и култура, съхранените дълбоки корени на традициите тук се преплитат, за да изградят привлекателния облик на селото и региона. Паметник на културата е църквата „Св. Архангел Михаил“ в с. Осиковица на 2,5 км. от селото (пеш от вилната зона в м. Камилче се стига за 40 – 50 мин.)

## Околна среда
Хълмистият терен има надморска височина от 400 до 737 м. На 400 м е разположено селото, а най-високата точка е на Лакавица при историческите развалини на връх Острома 1026 м. Това разнообразие на ландшафта, характерно за Предбалкана се е отразило върху развитието на Джурово и е определило до голяма степен поминъка на местното население. Стопански използваните земи са разположени на по-ниските места и заоблените възвишения и основно около р. Малки Искър.
По-значителни възвишения тук са Драгойца (946 м), Ябланското бърдо и Лисец (1073 м). Ябланското бърдо образува три разклонения, разделени едно от друго с почти успоредни, без отточни карстови понижения при махалите „Гераня“, „Нановица“ и „Върпей“. Карстът в този район е един от най-типичните за България. По повърхността му има множество овали, валози, пещери и пропасти. Най-голяма е пропастта „Бездънният пчелин“ /40 х 25 м/. Този карстов релеф особено вредно се отразява на растениевъдството, поради невъзможността за задържане вода.
В близост се издигат Драгойца, чиито склонове са бронирани от титонски тип варовик, Батулската антиклинала, която е ориентирана в посока запад-изток. Изградена е от титонски варовици и неокомски мергели по периферията. В югозападна посока се оформя синклинално понижение, по което минава шосето за София. Виждаме и Гложенската антиклинала, от северното бедро на която се издига Лисец. Теренът е изграден от малмски варовици. В този дял варовиците са много по-слабо засегнати от карстификацията.
Нагънатият релеф заема незначителна част от територията на землището и не оказва влияние върху повърхностния отток. Земеделските площи разположени върху терена имат постоянен режим на овлажнение в почвения слой. Селището има изградена водоснабдителна мрежа от повърхностни водоизточници с относително постоянен дебит. Изкуствено напояване се благоприятства от близостта на реката. Наличието на малко известни местности са предпоставка за развитието на познавателния туризъм.
Падналите дъждовни води проникват дълбоко в почвата. Малка рекичка, която тече на запад от м. Камилче и влива водите си в р. Малкък Искър е р. Осиковска, на места с недълбоки вирове. Нейните малки притоци носят минимални количества вода и това я прави неизползваема за стопански нужди, но е опасно пълноводна до буйна след порой в сезона на дъждовете. Изкачвайки землището от дървесните видове срещаме: топола, ясен, дъб, бял и черен бор, бук.
Извън територията на Джурово от периферните части на Ябланското землище към р. Малък Искър се спускат малки притоци, които също нямат стопанско значение.
На територията на общината има 9 микроязовира в отделните населени места, заемащи площ от 570 дка. Всички язовири са зарибени и способстват за развитието на спортния риболов.

## Животински свят
Птичето разнообразие на територията на село Джурово и околностите не са били обект на специални проучвания. Селото се намира сравнително близко до Искърския пролом, който представлява „…удобен екологичен улей, през който преминават прелетните пътища на много видове птици, за които ветровити плата и върхове на Стара планина представляват трудно преодолима преграда.“ /Симеонов, 1967 г./.
Тук могат да се срещнат:
- малък гмурец – наблюдавани единични екземпляри
- голям корморан – наблюдавани по-често от миграция към яз. Добревци
- малък воден бик – наблюдаван в периода 1995 – 1998 г.
- сива чапла – често наблюдавана
- черен щъркел – през 2000 г. бяха открити две гнезда – едното на стената на пропастна пещера /с дълбочина 40 м/, а другото – на скалния венец „Зъба“ на Драгоица /на около 700 м н.в./. Първото гнездо има вид на доста старо и вероятно е било използвано дълго време преди това. Гнездото на Драгоица със сигурност е от същата година. На 11 април 2000 г. е забелязан един черен щъркел. През следващата година там няма вече гнездо. Гнездото в пропастната пещера североизточно от града е разположено на скрито и спокойно място, въпреки че до него минава пътя за гр. Тетевен. През 2000 г. там успешно бяха отгледани 4 малки, а през 2001 – 2.

Срещат се често: бял щъркел, зеленоглава патица, лятно бълне, осояд, орел змияр, през 2000 г. беше забелязана една двойка, тръстиков блатар, голям ястреб, ливаден блатар, малък ястреб, обикновен мишелов, сокол скитник, яребица, пъдпъдък, малка пъструшка, обикновена калугерица, домашен гълъб, гугутка, папуняк, лястовица, врана, гарван
Костни риби – В чистата р. Малки Искър и притоците и се среща речната мряна, речен кефал, лин, шаран, обикновена кротушка, слънчева рибка, костур и дребна пъстърва.
Земноводни – Не особено често срещани са тритон, жълтокоремна бумка, зелена крастава жаба, голяма водна жаба, горска дългокрака жаба и влечугите – шипобедрена костенурка, стенен гущер, зелен гущер, слепок, обикновена водна змия, сива водна змия, смок мишкар, медянка, голям стрелец, пепелянка /4 вида/.
Бозайници – таралеж, къртица, див заек, катерица, лалугер, горски сънливец, полска мишка, домашна мишка, сив плъх, черен плъх, белка, невестулка, черен пор, язовец, видра, лисица, дива котка, дива свиня, сърна /12 вида/.
На територията на селото са установени доста видове гъби. От особен стопански интерес са ядливите видове като: дъбовата, обикновената манатарка, пачия крак, орешка и др.
Територията на село Джурово е богата на лечебни растения и билки. Води се кампания за запазване на лечебните растения и на видовия състав и количествата на диворастящите лечебни растения (плодове и билки) за земите стопанисвани от селото. Това са диворастящи билки и други лечебни растения, доста от които имат ресурсно значение.